# Zdravka Yordanova
Zdravka Yordanova (en bulgare Здравка Йорданова), née le 9 décembre 1950 à Sofia, est une rameuse d'aviron bulgare. 

## Carrière
Aux Jeux olympiques de 1976 à Montréal, Zdravka Yordanova est sacrée championne olympique de deux de couple avec Svetla Otzetova. Le duo termine quatrième en 1980 à Moscou.
Elle est aussi médaillée de bronze de deux de couple aux  Championnats du monde d'aviron 1975, médaillée d'argent de deux de couple aux Championnats du monde d'aviron 1977 et aux Championnats du monde d'aviron 1979 et remporte le titre mondial de deux de couple en 1978.